# 1900 (film)
1900 of Novecento is een film uit 1976 van regisseur Bernardo Bertolucci. De hoofdrollen worden vertolkt door Robert De Niro en Gérard Depardieu. De film speelt zich af in Emilia, de regio waar regisseur Bertolucci opgroeide.

## Verhaal
Aan het begin van de 20e eeuw worden in Italië twee jongens op dezelfde dag geboren. De ene heet Alfredo Berlinghieri en de andere Olmo Dalcò. Alfredo is de zoon van een rijke landeigenaar, terwijl Olmo een arme, socialistische boerenzoon is. Al op jonge leeftijd begint Alfredo te rebelleren en raakt hij bevriend met Olmo.
Na de Eerste Wereldoorlog gaat hun vriendschap verder. Maar wanneer het fascisme zijn opmars maakt, raken de vrienden van elkaar gescheiden. Alfredo walgt van het fascisme maar besluit zich niet met politiek te bemoeien, terwijl Olmo besluit wel de strijd met het fascisme aan te gaan. Naarmate de tijd vordert, groeien de twee jeugdvrienden steeds verder uit elkaar.

## Rolverdeling
| Acteur                 | Personage              | Italiaanse nasynchronsisatie |
| ---------------------- | ---------------------- | ---------------------------- |
| Robert De Niro         | Alfredo Berlinghieri   | Ferruccio Amendola           |
| Paolo Pavesi           | Alfredo als kind       |                              |
| Gérard Depardieu       | Olmo Dalcò             | Claudio Volonté              |
| Roberto Maccanti       | Olmo als kind          |                              |
| Dominique Sanda        | Ada Fiastri Paulhan    | Rita Savagnone               |
| Donald Sutherland      | Attila Mellanchini     | Antonio Guidi                |
| Sterling Hayden        | Leo Dalcò              | Renato Mori                  |
| Burt Lancaster         | Grootvader van Alfredo | Giuseppe Rinaldi             |
| Francesca Bertini      | Zuster Desolata        |                              |
| Laura Betti            | Regina                 |                              |
| Tiziana Senatore       | Regina als kind        |                              |
| Werner Bruhns          | Ottavio Berlinghieri   |                              |
| Stefania Casini        | Neve                   |                              |
| Anna Henkel-Grönemeyer | Anita Dalcò de Jongere |                              |
| Ellen Schwiers         | Amelia                 |                              |
| Alida Valli            | Mevrouw Poppi          |                              |
| Romolo Valli           | Giovanni Berlinghieri  |                              |
| Giacomo Rizzo          | Rigoletto              |                              |
| Pippo Campanini        | Don Tarcisio           |                              |
| Antonio Piovanelli     | Turo Dalcò             |                              |
| Paulo Branco           | Orso Dalcò             |                              |
| Liù Bosisio            | Nella Dalcò            |                              |
| Maria Monti            | Rosina Dalcò           |                              |
| Stefania Sandrelli     | Anita Foschi           |                              |

## Verschillende versies
De oorspronkelijke versie van de film duurde 317 minuten. Filmproducent Alberto Grimaldi had echter een film van ongeveer 195 minuten beloofd aan Paramount. Daarom stelde regisseur Bernardo Bertolucci voor om de film in twee delen uit te brengen in de bioscoop. Dat weigerde Grimaldi echter. 
Vervolgens kreeg Bertolucci geen toestemming meer om zich met de montage van de film te bemoeien. Grimaldi herleidde de film tot zo'n 180 minuten. Die versie was volgens de regisseur zo afschuwelijk, dat hij besloot om toegevingen te doen. In de Verenigde Staten kwam er een versie uit van 255 minuten. Later werd op televisie de originele versie uitgezonden, maar dat was wel een nagesynchroniseerde versie. In 1991 werd de originele versie van de film uitgebracht op dvd.

## Filmmuziek
De muziek voor de film werd gecomponeerd door Ennio Morricone.
1. "Romanzo" - 4:05
2. "Estate - 1908" - 5:01
3. "Autunno" - 4:43
4. "Regalo di Nozze" - 2:45
5. "Testamento" - 2:25
6. "Polenta" - 1:07
7. "Il Primo Sciopero" - 2:48
8. "Padre e Figlia" - 1:27
9. "Tema di Ada" - 4:50
10. "Apertura Della Caccia" - 5:44
11. "Verdi E Morto" - 2:30
12. "I Nuovi Crociati" - 3:32
13. "Il Quarto Stato" - 1:33
14. "Inverno - 1935" - 2:45
15. "Primavera - 1945" - 2:06
16. "Olmo E Alfredo" - 2:18